# Skrzydliniakowate
Skrzydliniakowate (Micropterigidae) – rodzina małych prymitywnych motyli z nadrodziny Micropterigoidea i podrzędu Zeugloptera.

## Morfologia
Najprymitywniejsza rodzina motyli: larwy, poczwarki i osobniki dorosłe mają żuwaczki. Rozpiętość skrzydeł waha się od 6 do 11 mm. Skrzydła zazwyczaj o jaskrawym ubarwieniu, nieraz występuje iryzacja. Przyoczka obecne u wszystkich przedstawicieli poza rodzajem Aureopterix.
Cechy charakterystyczne rodziny to:
- czułki wyposażone w specyficzne „askoidalne” narządy czuciowe (sensilla)[5],
- odnóża mają ostrogi ujęte w schemacie 0/0/4[5],
- żyłka Sc rozwidlona na przednich skrzydłach[5],
- ostatnie żeńskie segmenty odwłoka pozbawione apofizy[5].

## Występowanie
Skrzydliniakowate pojawiły się najpewniej podczas późnego triasu bądź przed nim. Występują głównie endemicznie w Australii i Nowej Zelandii, ale także na półkuli północnej, np. w archipelagu Wysp Japońskich.

## Tryb życia
Larwy żerują na mchach i wątrobowcach, niekiedy na rozkładającej się materii roślinnej. Osobniki dorosłe żywią się pyłkiem, a także zarodnikami paproci. Motyle z rodzaju Sabatinca zapylają kwiaty, do których przylatują zwabione ich zapachem

## Systematyka
Przedstawiciele rodziny znacząco wyróżniają się pod względem genomu od reszty motyli i stanowią w stosunku do reszty rodzin motyli grupę siostrzaną w podrzędzie Zeugloptera.
Rodzina została opisana naukowo przez Gottlieba Augusta Wilhelma Herricha-Schäffera w 1855 roku. Opisano około 120 gatunków (w Polsce występuje 8 gatunków), znaleziono około 100 gatunków, które pozostają nieopisane (stan na 2024 rok); opisane gatunki ujęto w 21 rodzajów. Wykazano 21 gatunków kopalnych ujętych w 13 rodzajach z okresu od późnej jury do miocenu, z czego najwięcej gatunków stwierdzono z okresu kredy.

## Galeria

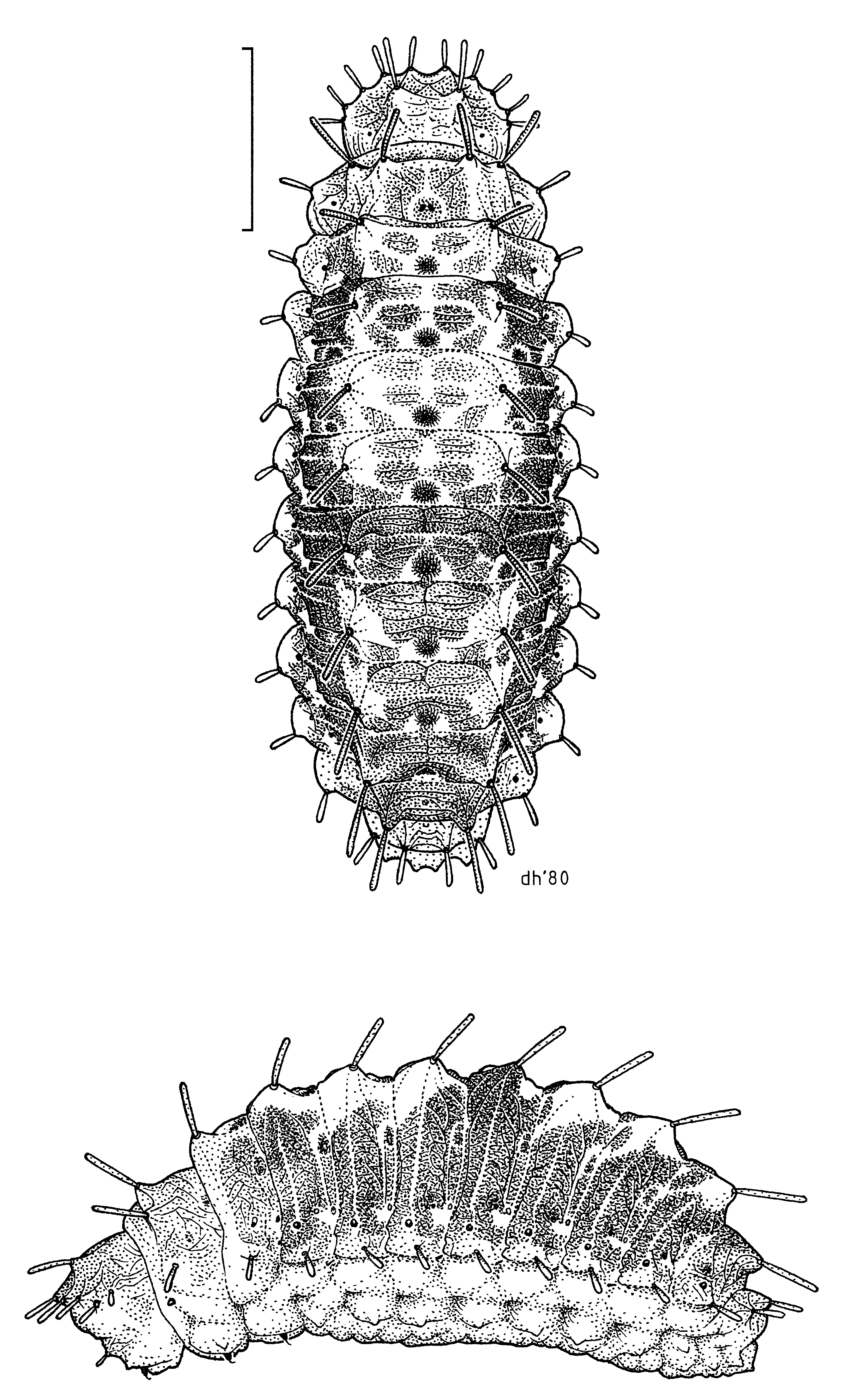
Larwa Sabatinca doroxena
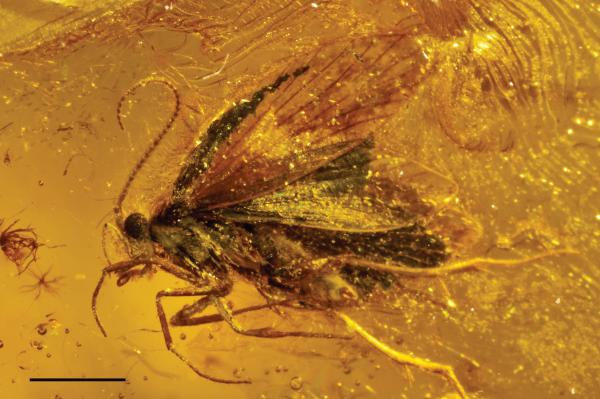
Baltimartyria rasnitsyni w bursztynie bałtyckim
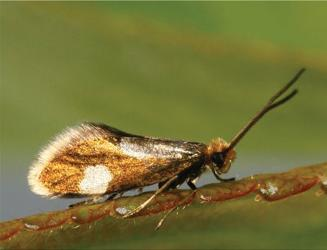
Epimartyria bimaculella
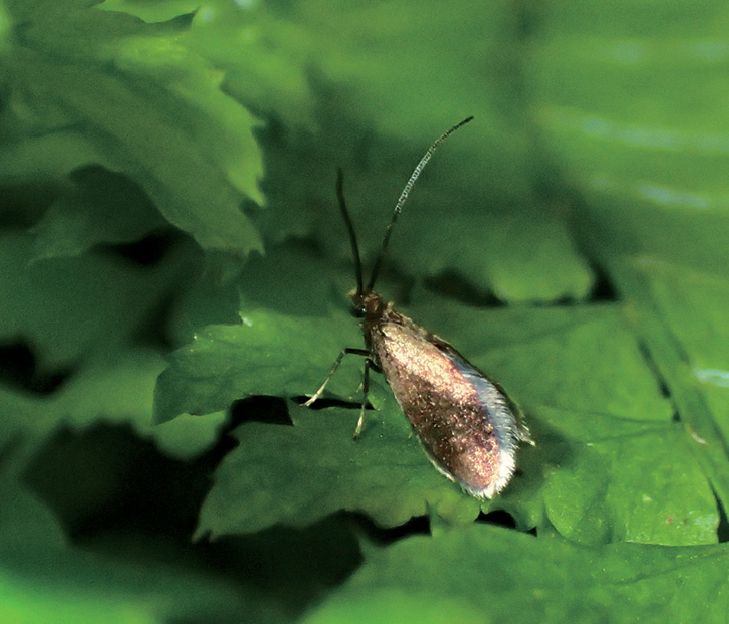
Issikiomartyria trochos
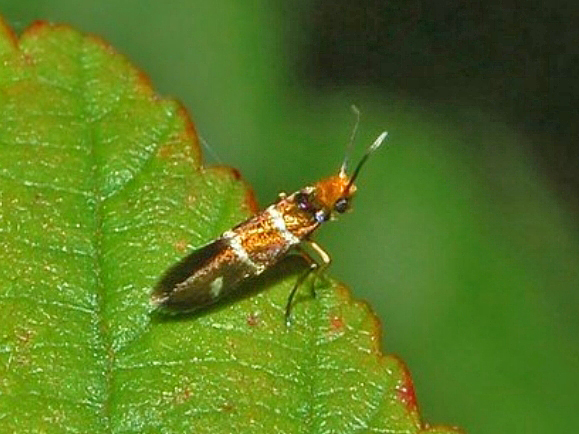
Micropterix aruncella
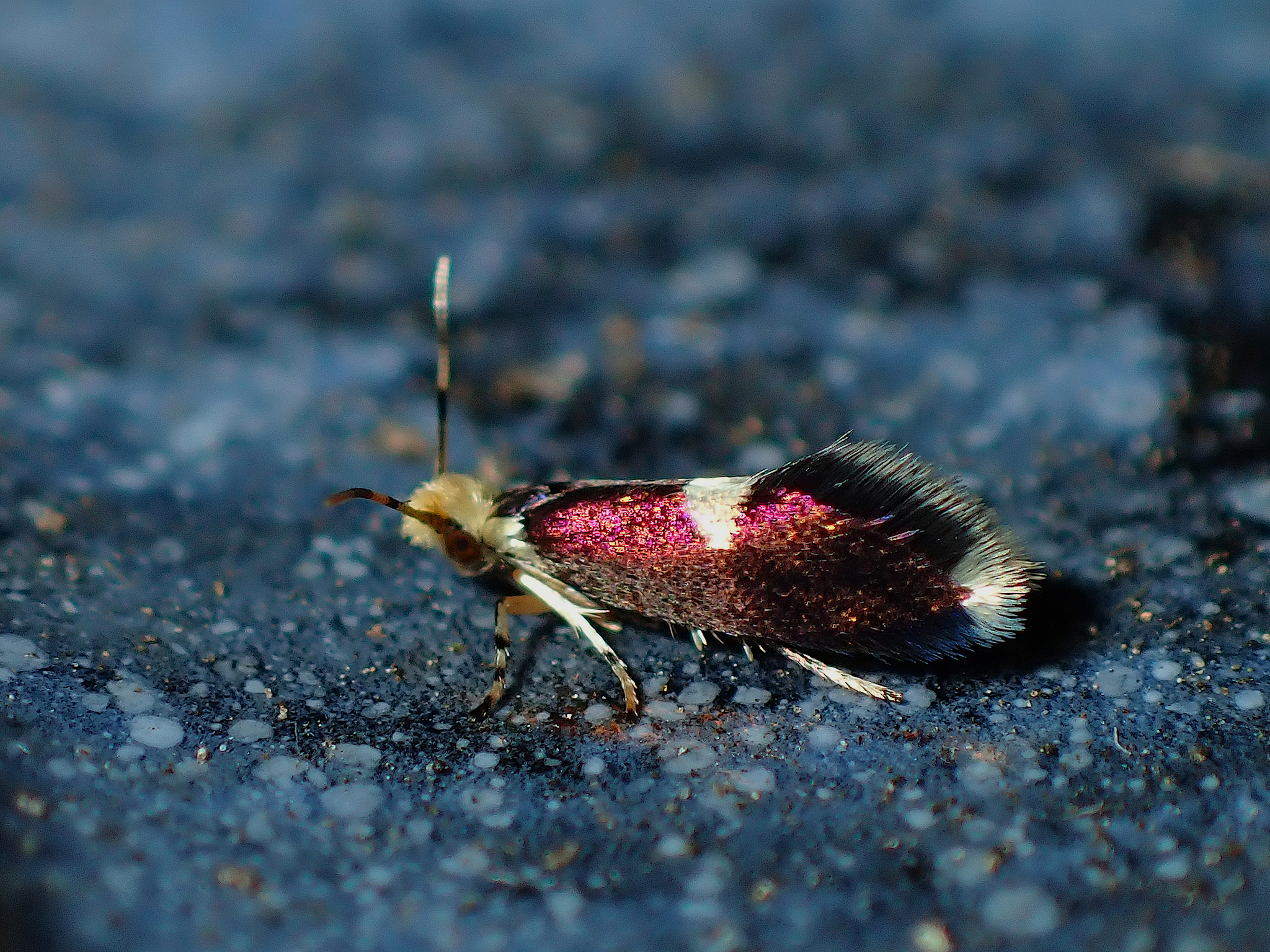
Zealandopterix zonodoxa